# Divizia D 2005-2006
Sezonul 2005-2006 al Diviziei D de Fotbal a fost cea de-a 64-a ediție a Ligii a IV-a, al patrulea nivel al sistemului de ligi ale fotbalului românesc. Între 1997-2006 a purtat denumirea de Divizia D. Campionii fiecărei asociații județene joacă împotriva uneia dintr-un județ învecinat într-un meci de baraj disputat pe un loc neutru. Câștigătorii meciurilor din play-off au promovat în Liga a III-a 2006-2007.

## Baraj promovare Divizia C
Meciurile erau programate pentru 17 iunie 2006.
| Echipa 1                            | Scor     | Echipa 2                           |
| ----------------------------------- | -------- | ---------------------------------- |
| Ecologistul Mihai Eminescu (BT)     | 0–2      | (NT) Ceahlăul Piatra Neamț II      |
| Juventus Fălticeni (SV)             | 4–3 d.p. | (BN) Progresul Năsăud              |
| Spicul Țigănași (IS)                | 0–3      | (VS) Foresta Zorleni               |
| Petrom Zemeș (BC)                   | 5–2      | (CV) Zagon                         |
| Șoimii Nisprod Mircești (VN)        | 0–3      | (BZ) Unirea Mărăcineni             |
| Sporting Tecuci (GL)                | 0–3      | (BR) Viitorul Însurăței            |
| Minerul Turț (SM)                   | 2–1 d.p. | (MM) Marmația Sighetu Marmației II |
| Ovidiu (CT)                         | 2–0      | (TL) Razim Jurilovca               |
| Recolta Gheorghe Lazăr (IL)         | 0–2      | (PH) Avântul Măneciu               |
| Venus Independența (CL)             | 0–3      | (B) Aversa București               |
| Dodu Berceni (IF)                   | 6–0      | (DB) Gaz Metan Finta               |
| Unirea Costești (AG)                | 3–2      | (BV) Unirea Tărlungeni             |
| Balș (OT)                           | 1–2 d.p. | (DJ) Gaz Metan Podari              |
| Petrolul Țicleni (GJ)               | 2–0      | (MH) Unirea Vânători               |
| Dacia Orăștie (HD)                  | 5–2      | (AB) FC Cugir                      |
| Timișul Albina (TM)                 | 5–0      | (CS) Metalul Bocșa                 |
| Voința Macea (AR)                   | 0–1      | (BH) Damore Tricolorul Alparea     |
| Universitatea 1919 Cluj-Napoca (CJ) | 1–0      | (SJ) Zalău                         |
| Roseal Odorheiu Secuiesc (HR)       | 2–1 d.p. | (MS) Avântul Miheșu de Câmpie      |
| Nova Force Giurgiu (GR)             | 1–2      | (TR) Florea Voicilă Alexandria     |
| Atletic Sibiu (SB)                  | 2–1      | (VL) Cozia Călimănești             |

1. ↑  The FRF Discipline Commission decided that the result of the match Spicul Țigănași – Foresta Zorleni 4–2 would be approved with 0–3.
2. ↑  The FRF Discipline Commission decided that the result of the match Șoimii Nisprod Mircești – Unirea Mărăcineni 0–03–1 d.l.d. would be approved with 0–3.

## Campionate județene
| - Alba (AB) - Arad (AR) - Argeș (AG) - Bacău (BC) - Bihor (BH) - Bistrița-Năsăud (BN) - Botoșani (BT) - Brașov (BV) - Brăila (BR) - București (B) - Buzău (BZ) | - Caraș-Severin (CS) - Călărași (CL) - Cluj (CJ) - Constanța (CT) - Covasna (CV) - Dâmbovița (DB) - Dolj (DJ) - Galați (GL) - Giurgiu (GR) - Gorj (GJ) - Harghita (HR) | - Hunedoara (HD) - Ialomița (IL) - Iași (IS) - Ilfov (IF) - Maramureș (MM) - Mehedinți (MH) - Mureș (MS) - Neamț (NT) - Olt (OT) - Prahova (PH) | - Satu Mare (SM) - Sălaj (SJ) - Sibiu (SB) - Suceava (SV) - Teleorman (TR) - Timiș (TM) - Tulcea (TL) - Vaslui (VS) - Vâlcea (VL) - Vrancea (VN) |

## Clasamentul campionatelor

### Arad County
| Loc | Echipa               | MJ | V  | E | Î  | GM  | GP  | DG   | Pct | Calificare sau retrogradare          |
| --- | -------------------- | -- | -- | - | -- | --- | --- | ---- | --- | ------------------------------------ |
| 1   | Voința Macea (C, Q)  | 34 | 28 | 4 | 2  | 121 | 13  | +108 | 88  | Qualification for promotion play-off |
| 2   | Regal Horia          | 34 | 27 | 4 | 3  | 79  | 19  | +60  | 85  |                                      |
| 3   | Dacia Beliu          | 34 | 22 | 4 | 8  | 76  | 33  | +43  | 70  |                                      |
| 4   | CNM Pâncota          | 34 | 21 | 6 | 7  | 71  | 27  | +44  | 69  |                                      |
| 5   | Zimandu Nou          | 34 | 17 | 5 | 12 | 58  | 45  | +13  | 56  |                                      |
| 6   | Voința Mailat        | 34 | 15 | 5 | 14 | 53  | 48  | +5   | 50  |                                      |
| 7   | Vladimirescu         | 34 | 15 | 5 | 14 | 68  | 74  | −6   | 50  |                                      |
| 8   | Crișul Chișineu-Criș | 34 | 15 | 3 | 16 | 55  | 69  | −14  | 48  |                                      |
| 9   | Dorobanți            | 34 | 14 | 5 | 15 | 51  | 58  | −7   | 47  |                                      |
| 10  | Șoimii Lipova        | 34 | 13 | 7 | 14 | 51  | 49  | +2   | 46  |                                      |
| 11  | Național Sebiș       | 34 | 12 | 9 | 13 | 65  | 57  | +8   | 45  |                                      |
| 12  | Aqua Vest Arad       | 34 | 12 | 7 | 15 | 42  | 51  | −9   | 43  |                                      |
| 13  | Înfrățirea Iratoșu   | 34 | 13 | 4 | 17 | 40  | 60  | −20  | 43  |                                      |
| 14  | Unirea Șeitin        | 34 | 13 | 3 | 18 | 67  | 75  | −8   | 42  |                                      |
| 15  | Frontiera Curtici    | 34 | 10 | 8 | 16 | 50  | 68  | −18  | 38  |                                      |
| 16  | Inter Zimandcuz (R)  | 34 | 5  | 9 | 20 | 42  | 94  | −52  | 24  | Relegation to Liga V Arad            |
| 17  | Romvest Arad (R)     | 34 | 5  | 6 | 23 | 39  | 75  | −36  | 21  | Relegation to Liga V Arad            |
| 18  | Vinga (R)            | 34 | 1  | 2 | 31 | 17  | 130 | −113 | 5   | Relegation to Liga V Arad            |

### Bihor County
| Loc | Echipa                           | MJ | V  | E | Î  | GM | GP  | DG   | Pct | Calificare sau retrogradare          |
| --- | -------------------------------- | -- | -- | - | -- | -- | --- | ---- | --- | ------------------------------------ |
| 1   | Tricolorul Damore Alparea (C, Q) | 30 | 24 | 3 | 3  | 89 | 29  | +60  | 75  | Qualification for promotion play-off |
| 2   | Locadin Țețchea                  | 30 | 21 | 4 | 5  | 89 | 28  | +61  | 67  |                                      |
| 3   | Bihor Oradea II                  | 30 | 21 | 4 | 5  | 71 | 24  | +47  | 67  |                                      |
| 4   | Crișul Aleșd                     | 30 | 21 | 3 | 6  | 95 | 34  | +61  | 66  |                                      |
| 5   | Minerul Ștei                     | 30 | 19 | 6 | 5  | 76 | 24  | +52  | 63  |                                      |
| 6   | Victoria Avram Iancu             | 30 | 14 | 5 | 11 | 57 | 60  | −3   | 47  |                                      |
| 7   | Luceafărul Oradea                | 30 | 14 | 2 | 14 | 62 | 51  | +11  | 44  |                                      |
| 8   | Romtrans Oradea                  | 30 | 12 | 6 | 12 | 57 | 54  | +3   | 42  |                                      |
| 9   | Bihoreana Marghita               | 30 | 12 | 4 | 14 | 53 | 51  | +2   | 40  |                                      |
| 10  | Unirea Valea lui Mihai           | 30 | 9  | 6 | 15 | 37 | 52  | −15  | 33  |                                      |
| 11  | Frontiera Oradea                 | 30 | 7  | 8 | 15 | 41 | 54  | −13  | 29  |                                      |
| 12  | Biharea Vașcău                   | 30 | 9  | 2 | 19 | 34 | 74  | −40  | 29  |                                      |
| 13  | Oțelul Ștei                      | 30 | 7  | 6 | 17 | 33 | 62  | −29  | 27  |                                      |
| 14  | Izvorul Cociuba Mare             | 30 | 6  | 7 | 17 | 45 | 75  | −30  | 25  |                                      |
| 15  | Crișana Tinca                    | 30 | 5  | 5 | 20 | 41 | 84  | −43  | 20  |                                      |
| 16  | Petrolul Suplac                  | 30 | 3  | 1 | 26 | 21 | 145 | −124 | 10  |                                      |

### Caraș-Severin County
| Loc | Echipa                      | MJ | V  | E | Î  | GM | GP | DG  | Pct | Calificare sau retrogradare          |
| --- | --------------------------- | -- | -- | - | -- | -- | -- | --- | --- | ------------------------------------ |
| 1   | Metalul Bocșa (C, Q)        | 24 | 19 | 2 | 3  | 54 | 16 | +38 | 59  | Qualification for promotion play-off |
| 2   | Metalul Oțelu Roșu          | 24 | 19 | 1 | 4  | 80 | 26 | +54 | 58  |                                      |
| 3   | Gloria Universitatea Reșița | 24 | 14 | 2 | 8  | 50 | 29 | +21 | 44  |                                      |
| 4   | Nera Bozovici               | 24 | 11 | 6 | 7  | 39 | 29 | +10 | 39  |                                      |
| 5   | ASMF Caransebeș             | 24 | 11 | 4 | 9  | 49 | 40 | +9  | 37  |                                      |
| 6   | Dunărea Moldova Nouă        | 24 | 11 | 4 | 9  | 42 | 42 | 0   | 37  |                                      |
| 7   | Arsenal Reșița              | 24 | 11 | 3 | 10 | 38 | 35 | +3  | 36  |                                      |
| 8   | Hercules Băile Herculane    | 24 | 10 | 4 | 10 | 47 | 42 | +5  | 34  |                                      |
| 9   | Berzasca                    | 24 | 9  | 4 | 11 | 46 | 52 | −6  | 31  |                                      |
| 10  | Voința Lupac                | 24 | 7  | 2 | 15 | 48 | 65 | −17 | 23  |                                      |
| 11  | Oravița                     | 24 | 6  | 3 | 15 | 35 | 52 | −17 | 21  |                                      |
| 12  | Minerul Anina               | 24 | 3  | 6 | 15 | 42 | 68 | −26 | 15  |                                      |
| 13  | CFR Caransebeș              | 24 | 3  | 2 | 19 | 20 | 80 | −60 | 11  |                                      |

### Covasna County
| Loc | Echipa                      | MJ | V  | E | Î  | GM  | GP  | DG  | Pct | Calificare sau retrogradare         |
| --- | --------------------------- | -- | -- | - | -- | --- | --- | --- | --- | ----------------------------------- |
| 1   | Baraolt (C)                 | 28 | 24 | 2 | 2  | 122 | 24  | +98 | 74  | Ineligible for promotion            |
| 2   | Zagon (Q)                   | 28 | 22 | 3 | 3  | 91  | 25  | +66 | 69  | Qualification to promotion play-off |
| 3   | Prima Brăduț                | 28 | 19 | 4 | 5  | 58  | 30  | +28 | 61  |                                     |
| 4   | Stăruința Bodoc             | 28 | 19 | 3 | 6  | 59  | 34  | +25 | 60  |                                     |
| 5   | Catalina                    | 28 | 14 | 4 | 10 | 66  | 50  | +16 | 45  |                                     |
| 6   | Perkő Sânzieni              | 28 | 13 | 2 | 13 | 52  | 49  | +3  | 41  |                                     |
| 7   | Nemere Ghelința             | 28 | 12 | 4 | 12 | 52  | 52  | 0   | 40  |                                     |
| 8   | Ojdula                      | 28 | 10 | 4 | 14 | 52  | 45  | +7  | 34  |                                     |
| 9   | KSE Târgu Secuiesc II       | 28 | 9  | 5 | 14 | 51  | 61  | −10 | 32  |                                     |
| 10  | Micfalău                    | 28 | 7  | 8 | 13 | 64  | 90  | −26 | 28  |                                     |
| 11  | Avântul Ilieni              | 28 | 8  | 4 | 16 | 47  | 75  | −28 | 28  |                                     |
| 12  | Transkurier Sfântu Gheorghe | 28 | 8  | 6 | 14 | 48  | 68  | −20 | 27  |                                     |
| 13  | Progresul Sita Buzăului     | 28 | 7  | 1 | 20 | 47  | 104 | −57 | 21  |                                     |
| 14  | Venus Ozun                  | 28 | 5  | 5 | 18 | 33  | 80  | −47 | 17  |                                     |
| 15  | Brateș (R)                  | 28 | 5  | 1 | 22 | 28  | 83  | −55 | 16  | Relegation to Liga V Covasna        |

1. 1 2 3  Catalina, Micfalău and Progresul Sita Buzăului were deducted 1 point.
2. 1 2  Transkurier Sfântu Gheorghe and Venus Ozun were deducted 3 points.
3. ↑  Brateș withdrew after 15 rounds and lost all remaining matches with 0–3.

### Dolj County
| Loc | Echipa                   | MJ | V  | E | Î  | GM | GP  | DG  | Pct | Calificare sau retrogradare            |
| --- | ------------------------ | -- | -- | - | -- | -- | --- | --- | --- | -------------------------------------- |
| 1   | Avântul Ișalnița         | 28 | 23 | 2 | 3  | 88 | 35  | +53 | 71  | Qualification to play-off              |
| 2   | Gaz Metan Podari         | 28 | 20 | 6 | 2  | 76 | 15  | +61 | 66  | Qualification to play-off              |
| 3   | CFR Petrolul Craiova     | 28 | 20 | 4 | 4  | 69 | 25  | +44 | 64  | Qualification to play-off              |
| 4   | Progresul Băilești       | 28 | 17 | 5 | 6  | 67 | 34  | +33 | 56  | Qualification to play-off              |
| 5   | Mârșani                  | 28 | 16 | 4 | 8  | 84 | 44  | +40 | 52  | Qualification to 5–7 place play-off    |
| 6   | Fulgerul Mârșani         | 28 | 11 | 9 | 8  | 50 | 50  | 0   | 42  | Qualification to 5–7 place play-off    |
| 7   | Dunărea Bechet           | 28 | 12 | 4 | 12 | 49 | 45  | +4  | 40  | Qualification to 5–7 place play-off    |
| 8   | Recolta Ostroveni        | 28 | 10 | 6 | 12 | 49 | 38  | +11 | 36  | Qualification to 8–10 place play-off   |
| 9   | Unirea Tricolor Dăbuleni | 28 | 9  | 8 | 11 | 43 | 49  | −6  | 35  | Qualification to 8–10 place play-off   |
| 10  | Standard Șimnic          | 28 | 11 | 2 | 15 | 48 | 36  | +12 | 35  | Qualification to 8–10 place play-off   |
| 11  | Viitorul Brădești        | 28 | 9  | 4 | 15 | 37 | 61  | −24 | 31  | Qualification to relegation play-out   |
| 12  | Progresul Segarcea       | 28 | 7  | 6 | 15 | 38 | 55  | −17 | 27  | Qualification to relegation play-out   |
| 13  | Vânătorul Desa           | 28 | 3  | 6 | 19 | 39 | 111 | −72 | 15  | Qualification to relegation play-out   |
| 14  | Filiași (R)              | 28 | 3  | 4 | 21 | 22 | 72  | −50 | 13  | Relegation to Dolj County Championship |
| 15  | Unirea Leamna (R)        | 28 | 2  | 4 | 22 | 35 | 104 | −69 | 10  | Relegation to Dolj County Championship |
| 16  | Fortuna Craiova (D)      | 0  | 0  | 0 | 0  | 0  | 0   | 0   | 0   | Withdrew                               |

1. ↑  Filiași excluded in the second part of the season and lost all remaining matches with 0–3.
2. ↑  Fortuna Craiova withdrew in the first part of the season and all its results were canceled.

Championship play-off 
The results between the qualified teams was maintained in the championship play-off.
Table
| Loc | Echipa                  | MJ | V | E | Î | GM | GP | DG  | Pct | Calificare                           |
| --- | ----------------------- | -- | - | - | - | -- | -- | --- | --- | ------------------------------------ |
| 1   | Gaz Metan Podari (C, Q) | 6  | 4 | 1 | 1 | 10 | 6  | +4  | 21  | Qualification for promotion play-off |
| 2   | CFR Petrolul Craiova    | 6  | 3 | 1 | 2 | 11 | 4  | +7  | 19  |                                      |
| 3   | Avântul Ișalnița        | 6  | 3 | 1 | 2 | 10 | 11 | −1  | 17  |                                      |
| 4   | Progresul Băilești      | 6  | 0 | 1 | 5 | 2  | 12 | −10 | 11  |                                      |

Results
| \| Acasă \ Deplasare \| POD \| CFR \| AVI \| PBĂ \| \| -------------------- \| --- \| --- \| --- \| --- \| \| Gaz Metan Podari \| \| 2–1 \| 1–3 \| 1–0 \| \| CFR Petrolul Craiova \| 0–0 \| \| 4–0 \| 4–0 \| \| Avântul Ișalnița \| 1–4 \| 2–1 \| \| 3–0 \| \| Progresul Băilești \| 1–2 \| 0–1 \| 1–1 \| \| Sursă: Culori: Albastru = câștigă gazdele; Galben = remiză; Roșu = câștigă oaspeții. |     |     |     |     |
| Acasă \ Deplasare | POD | CFR | AVI | PBĂ |
| Gaz Metan Podari |     | 2–1 | 1–3 | 1–0 |
| CFR Petrolul Craiova | 0–0 |     | 4–0 | 4–0 |
| Avântul Ișalnița | 1–4 | 2–1 |     | 3–0 |
| Progresul Băilești | 1–2 | 0–1 | 1–1 |     |

5–7 place play-off 
Table
| Loc | Echipa           | MJ | V | E | Î | GM | GP | DG | Pct |
| --- | ---------------- | -- | - | - | - | -- | -- | -- | --- |
| 5   | Dunărea Bechet   | 4  | 2 | 0 | 2 | 14 | 12 | +2 | 6   |
| 6   | Mârșani          | 4  | 2 | 0 | 2 | 7  | 7  | 0  | 6   |
| 7   | Fulgerul Mârșani | 4  | 2 | 0 | 2 | 9  | 11 | −2 | 6   |

Results
| \| Acasă \ Deplasare \| \| ----------------- \| Sursă: Culori: Albastru = câștigă gazdele; Galben = remiză; Roșu = câștigă oaspeții. |
| Acasă \ Deplasare |

8–10 place play-off 
Table
| Loc | Echipa                   | MJ | V | E | Î | GM | GP | DG | Pct |
| --- | ------------------------ | -- | - | - | - | -- | -- | -- | --- |
| 8   | Recolta Ostroveni        | 4  | 2 | 1 | 1 | 10 | 6  | +4 | 7   |
| 9   | Unirea Tricolor Dăbuleni | 4  | 2 | 1 | 1 | 6  | 5  | +1 | 7   |
| 10  | Standard Șimnic          | 4  | 1 | 0 | 3 | 6  | 11 | −5 | 3   |

Results
| \| Acasă \ Deplasare \| \| ----------------- \| Sursă: Culori: Albastru = câștigă gazdele; Galben = remiză; Roșu = câștigă oaspeții. |
| Acasă \ Deplasare |

Relegation play-out 
Table
| Loc | Echipa             | MJ | V | E | Î | GM | GP | DG  | Pct | Retrogradare                           |
| --- | ------------------ | -- | - | - | - | -- | -- | --- | --- | -------------------------------------- |
| 11  | Progresul Segarcea | 4  | 3 | 0 | 1 | 15 | 7  | +8  | 9   |                                        |
| 12  | Viitorul Brădești  | 4  | 3 | 0 | 1 | 11 | 6  | +5  | 9   |                                        |
| 13  | Vânătorul Desa (R) | 4  | 0 | 0 | 4 | 4  | 17 | −13 | 0   | Relegation to Dolj County Championship |

Results
| \| Acasă \ Deplasare \| \| ----------------- \| Sursă: Culori: Albastru = câștigă gazdele; Galben = remiză; Roșu = câștigă oaspeții. |
| Acasă \ Deplasare |

### Galați County
| Loc | Echipa                   | MJ | V  | E | Î  | GM | GP | DG  | Pct | Calificare sau retrogradare         |
| --- | ------------------------ | -- | -- | - | -- | -- | -- | --- | --- | ----------------------------------- |
| 1   | Sporting Tecuci (C, Q)   | 22 | 19 | 1 | 2  | 80 | 13 | +67 | 58  | Qualification to promotion play-off |
| 2   | Sporting Voința Liești   | 22 | 17 | 2 | 3  | 80 | 20 | +60 | 53  |                                     |
| 3   | Bujorii Târgu Bujor      | 22 | 16 | 1 | 5  | 94 | 28 | +66 | 49  |                                     |
| 4   | Mălina Smârdan           | 22 | 13 | 3 | 6  | 56 | 41 | +15 | 42  |                                     |
| 5   | Atletico Brăhășești      | 22 | 13 | 2 | 7  | 61 | 42 | +19 | 41  |                                     |
| 6   | Muncitorul Ghidigeni     | 22 | 11 | 3 | 8  | 72 | 37 | +35 | 36  |                                     |
| 7   | Avântul Valea Mărului    | 22 | 10 | 1 | 11 | 44 | 59 | −15 | 31  |                                     |
| 8   | Unirea Bolonia Tulucești | 22 | 7  | 1 | 14 | 43 | 77 | −34 | 22  |                                     |
| 9   | Siretul Piscu            | 22 | 7  | 1 | 14 | 35 | 78 | −43 | 22  |                                     |
| 10  | Avântul Vânatori         | 22 | 6  | 2 | 14 | 43 | 89 | −46 | 20  |                                     |
| 11  | Olimpia Drăgușeni        | 22 | 4  | 0 | 18 | 37 | 97 | −60 | 12  |                                     |
| 12  | Viitorul Costache Negri  | 22 | 0  | 1 | 21 | 3  | 67 | −64 | 1   |                                     |

### Gorj County
| Loc | Echipa                  | MJ | V  | E | Î  | GM  | GP  | DG   | Pct | Calificare sau retrogradare                           |
| --- | ----------------------- | -- | -- | - | -- | --- | --- | ---- | --- | ----------------------------------------------------- |
| 1   | Petrolul Țicleni (C, Q) | 30 | 25 | 2 | 3  | 144 | 13  | +131 | 77  | Qualification to promotion play-off after tie-breaker |
| 2   | Parângul Sadu           | 30 | 24 | 5 | 1  | 113 | 22  | +91  | 77  | Qualification to tie-breaker                          |
| 3   | Dinamo Stănești         | 30 | 21 | 4 | 5  | 98  | 52  | +46  | 67  |                                                       |
| 4   | Vulturii Fărcășești     | 30 | 21 | 2 | 7  | 85  | 47  | +38  | 65  |                                                       |
| 5   | Dumbrava Câlnic         | 30 | 17 | 2 | 11 | 74  | 50  | +24  | 53  |                                                       |
| 6   | Universitatea Târgu Jiu | 30 | 14 | 5 | 11 | 74  | 50  | +24  | 47  |                                                       |
| 7   | Drăguțești              | 30 | 14 | 4 | 12 | 87  | 64  | +23  | 46  |                                                       |
| 8   | Energetica Tismana      | 30 | 13 | 5 | 12 | 75  | 74  | +1   | 44  |                                                       |
| 9   | Viitorul Negomir        | 30 | 11 | 8 | 11 | 58  | 57  | +1   | 41  |                                                       |
| 10  | Rostramo Târgu Jiu (R)  | 30 | 10 | 6 | 14 | 65  | 58  | +7   | 36  | Relegation to Gorj County Championship                |
| 11  | Știința Peștișani       | 30 | 10 | 4 | 16 | 52  | 99  | −47  | 34  |                                                       |
| 12  | Știința Turburea        | 30 | 9  | 3 | 18 | 51  | 101 | −50  | 30  |                                                       |
| 13  | Stejari                 | 30 | 9  | 3 | 18 | 57  | 78  | −21  | 30  |                                                       |
| 14  | Unirea Dragotești       | 30 | 8  | 4 | 18 | 49  | 105 | −56  | 28  |                                                       |
| 15  | Recolta Bălești         | 30 | 3  | 1 | 26 | 41  | 151 | −110 | 10  |                                                       |
| 16  | Viitorul Cătunele (R)   | 30 | 1  | 2 | 27 | 26  | 124 | −98  | 5   | Relegation to Gorj County Championship                |

1. 1 2  Rostramo Târgu Jiu and Viitorul Cătunele withdrew in the second part of the season and lost all remaining matches with 0–3.

Championship tie-breaker 
Petrolul Țicleni and Parângul Sadu played a play-off match in order to determine the winner of Divizia D Gorj. The match tie-breaker was played on 9 June 2006 at Municipal Stadium in Târgu Jiu.
| Echipa 1         | Scor | Echipa 2      |
| ---------------- | ---- | ------------- |
| Petrolul Țicleni | 2–1  | Parângul Sadu |

### Harghita County
| Loc | Echipa                       | MJ | V  | E | Î  | GM | GP | DG  | Pct | Calificare sau retrogradare |
| --- | ---------------------------- | -- | -- | - | -- | -- | -- | --- | --- | --------------------------- |
| 1   | Promtforest Toplița (Q)      | 20 | 14 | 3 | 3  | 58 | 20 | +38 | 45  | Qualification to play-off   |
| 2   | Roseal Odorheiu Secuiesc (Q) | 20 | 13 | 3 | 4  | 45 | 26 | +19 | 42  | Qualification to play-off   |
| 3   | Minerul Bălan                | 20 | 11 | 1 | 8  | 47 | 39 | +8  | 34  |                             |
| 4   | Sapienția Miercurea Ciuc     | 20 | 9  | 4 | 7  | 45 | 26 | +19 | 31  |                             |
| 5   | Real Tulgheș                 | 20 | 9  | 4 | 7  | 40 | 41 | −1  | 31  |                             |
| 6   | Viitorul Gheorgheni          | 20 | 9  | 2 | 9  | 32 | 29 | +3  | 29  |                             |
| 7   | Unirea Cristuru Secuiesc     | 19 | 7  | 6 | 6  | 35 | 36 | −1  | 27  |                             |
| 8   | Budvar Odorheiu Secuiesc     | 20 | 7  | 3 | 10 | 42 | 54 | −12 | 24  |                             |
| 9   | Metalul Vlăhița              | 20 | 6  | 4 | 10 | 30 | 36 | −6  | 22  |                             |
| 10  | Praid                        | 19 | 6  | 4 | 9  | 25 | 42 | −17 | 22  |                             |
| 11  | Homorodul Merești            | 20 | 0  | 2 | 18 | 19 | 72 | −53 | 2   |                             |

1. ↑  Promtforest Toplița withdrew from the championship for financial reasons and lost all the matches it had to play (play-off) with 0–3.[19]

Championship play-off 
The teams carried all records from the regular season.
| Loc | Echipa                          | MJ | V  | E | Î | GM | GP | DG  | Pct | Calificare sau retrogradare         |
| --- | ------------------------------- | -- | -- | - | - | -- | -- | --- | --- | ----------------------------------- |
| 1   | Roseal Odorheiu Secuiesc (C, Q) | 22 | 15 | 3 | 4 | 51 | 26 | +25 | 48  | Qualification to promotion play-off |
| 2   | Promtforest Toplița             | 22 | 14 | 3 | 5 | 58 | 26 | +32 | 45  |                                     |

### Mureș County
| Loc | Echipa                            | MJ | V  | E | Î  | GM | GP | DG  | Pct | Calificare sau retrogradare |
| --- | --------------------------------- | -- | -- | - | -- | -- | -- | --- | --- | --------------------------- |
| 1   | Avântul Miheșu de Câmpie          | 18 | 16 | 1 | 1  | 71 | 14 | +57 | 49  | Qualification to play-off   |
| 2   | Miercurea Nirajului               | 18 | 12 | 3 | 3  | 43 | 21 | +22 | 39  | Qualification to play-off   |
| 3   | Iernut                            | 18 | 12 | 1 | 5  | 61 | 28 | +33 | 37  | Qualification to play-off   |
| 4   | Mureșul Rușii-Munți               | 18 | 11 | 0 | 7  | 66 | 36 | +30 | 33  | Qualification to play-off   |
| 5   | Victoria Sărățeni                 | 18 | 10 | 2 | 6  | 42 | 37 | +5  | 32  | Qualification to play-out   |
| 6   | Târnava Mică Sângeorgiu de Pădure | 17 | 5  | 4 | 8  | 28 | 35 | −7  | 19  | Qualification to play-out   |
| 7   | Gaz Metan Daneș                   | 18 | 5  | 3 | 10 | 29 | 41 | −12 | 18  | Qualification to play-out   |
| 8   | Stejarul Gurghiu                  | 18 | 4  | 1 | 13 | 38 | 73 | −35 | 13  | Qualification to play-out   |
| 9   | Mureșul Chirileu                  | 18 | 3  | 4 | 11 | 31 | 69 | −38 | 13  | Qualification to play-out   |
| 10  | Escargo Fântânele                 | 17 | 1  | 1 | 15 | 19 | 74 | −55 | 4   | Qualification to play-out   |

Championship play-off 
| Loc | Echipa                          | MJ | V  | E | Î  | GM | GP | DG  | Pct | Calificare                          |
| --- | ------------------------------- | -- | -- | - | -- | -- | -- | --- | --- | ----------------------------------- |
| 1   | Avântul Miheșu de Câmpie (C, Q) | 12 | 10 | 1 | 1  | 37 | 10 | +27 | 31  | Qualification to promotion play-off |
| 2   | Iernut                          | 12 | 6  | 1 | 5  | 25 | 19 | +6  | 19  |                                     |
| 3   | Miercurea Nirajului             | 12 | 5  | 1 | 6  | 12 | 21 | −9  | 16  |                                     |
| 4   | Mureșul Rușii-Munți             | 12 | 1  | 1 | 10 | 11 | 35 | −24 | 4   |                                     |

Championship play-out 
| Loc | Echipa                            | MJ | V  | E | Î  | GM | GP | DG  | Pct |
| --- | --------------------------------- | -- | -- | - | -- | -- | -- | --- | --- |
| 5   | Victoria Sărățeni                 | 20 | 15 | 1 | 4  | 58 | 26 | +32 | 46  |
| 6   | Gaz Metan Daneș                   | 20 | 12 | 3 | 5  | 63 | 30 | +33 | 36  |
| 7   | Stejarul Gurghiu                  | 20 | 10 | 1 | 9  | 57 | 52 | +5  | 31  |
| 8   | Mureșul Chirileu                  | 20 | 8  | 3 | 9  | 43 | 53 | −10 | 27  |
| 9   | Târnava Mică Sângeorgiu de Pădure | 20 | 6  | 1 | 13 | 27 | 41 | −14 | 13  |
| 10  | Escargo Fântânele                 | 20 | 1  | 1 | 18 | 10 | 70 | −60 | −2  |

1. ↑  Gaz Metan Daneș deducted 3 points.
2. 1 2  Târnava Mică Sângeorgiu de Pădure and Escargo Fântânele were deducted 6 points.

### Neamț County
| Loc | Echipa                          | MJ | V  | E  | Î  | GM  | GP  | DG   | Pct | Calificare sau retrogradare         |
| --- | ------------------------------- | -- | -- | -- | -- | --- | --- | ---- | --- | ----------------------------------- |
| 1   | Ceahlăul Piatra Neamț II (C, Q) | 34 | 27 | 3  | 4  | 155 | 40  | +115 | 84  | Qualification to promotion play-off |
| 2   | Rapid Grințieș                  | 34 | 26 | 2  | 6  | 113 | 29  | +84  | 80  |                                     |
| 3   | Ozana Tămășeni                  | 34 | 23 | 2  | 9  | 99  | 51  | +48  | 71  |                                     |
| 4   | Victoria Horia                  | 34 | 21 | 6  | 7  | 114 | 40  | +74  | 69  |                                     |
| 5   | Voința Ion Creangă              | 34 | 21 | 6  | 7  | 117 | 48  | +69  | 69  |                                     |
| 6   | Săvinești                       | 34 | 20 | 3  | 11 | 99  | 73  | +26  | 63  |                                     |
| 7   | Bradul Roznov                   | 34 | 20 | 2  | 12 | 82  | 71  | +11  | 62  |                                     |
| 8   | Speranța Răucești               | 34 | 13 | 10 | 11 | 87  | 87  | 0    | 49  |                                     |
| 9   | Vulturul Zănești                | 34 | 15 | 3  | 16 | 73  | 77  | −4   | 48  |                                     |
| 10  | Victoria Roman                  | 34 | 14 | 5  | 15 | 94  | 77  | +17  | 47  |                                     |
| 11  | Viitorul Podoleni               | 34 | 14 | 2  | 18 | 79  | 91  | −12  | 44  |                                     |
| 12  | Voința Pângărați                | 34 | 11 | 5  | 18 | 64  | 109 | −45  | 38  |                                     |
| 13  | Bradul Borca                    | 34 | 11 | 5  | 18 | 58  | 129 | −71  | 38  |                                     |
| 14  | Recolta Icușești                | 34 | 9  | 1  | 24 | 70  | 85  | −15  | 28  |                                     |
| 15  | Flacăra Brusturi II             | 34 | 7  | 6  | 21 | 48  | 97  | −49  | 27  |                                     |
| 16  | Duicești                        | 34 | 7  | 3  | 24 | 45  | 102 | −57  | 24  |                                     |
| 17  | LPS Roman                       | 34 | 7  | 2  | 25 | 58  | 157 | −99  | 23  |                                     |
| 18  | LPS Piatra Neamț                | 34 | 5  | 4  | 25 | 48  | 140 | −92  | 19  |                                     |

1. ↑  Recolta Icușești withdrew at the end of the first part of the season and lost all the remaining matches with 0–3.
2. ↑  Duicești was excluded from championship and lost all the remaining matches with 0–3.

### Suceava County
| Loc | Echipa                        | MJ | V  | E | Î  | GM  | GP  | DG  | Pct | Calificare sau retrogradare         |
| --- | ----------------------------- | -- | -- | - | -- | --- | --- | --- | --- | ----------------------------------- |
| 1   | Juventus Fălticeni (C, Q)     | 30 | 25 | 4 | 1  | 105 | 25  | +80 | 79  | Qualification to promotion play-off |
| 2   | Rarăul Câmpulung Moldovenesc  | 30 | 22 | 4 | 4  | 97  | 17  | +80 | 70  |                                     |
| 3   | Rapid CFR Suceava             | 30 | 19 | 4 | 7  | 85  | 25  | +60 | 61  |                                     |
| 4   | Avântul Grămești              | 30 | 18 | 2 | 10 | 66  | 48  | +18 | 56  |                                     |
| 5   | Bucovina Rădăuți              | 30 | 14 | 5 | 11 | 46  | 29  | +17 | 47  |                                     |
| 6   | Gura Humorului                | 30 | 14 | 5 | 11 | 56  | 49  | +7  | 47  |                                     |
| 7   | Foresta Moldovița             | 30 | 15 | 2 | 13 | 69  | 65  | +4  | 47  |                                     |
| 8   | Zimbrul Siret                 | 30 | 14 | 4 | 12 | 89  | 73  | +16 | 46  |                                     |
| 9   | Vivipet Bădeuți               | 30 | 13 | 3 | 14 | 48  | 49  | −1  | 42  |                                     |
| 10  | Nicu Gane Fălticeni           | 30 | 11 | 8 | 11 | 44  | 43  | +1  | 41  |                                     |
| 11  | Minerul Iacobeni              | 30 | 11 | 3 | 16 | 58  | 75  | −17 | 36  |                                     |
| 12  | Avântul Todirești             | 30 | 9  | 5 | 16 | 52  | 77  | −25 | 32  |                                     |
| 13  | Flacăra Roșie Udești          | 30 | 9  | 1 | 20 | 58  | 105 | −47 | 28  |                                     |
| 14  | Victoria Divip Păltinoasa (R) | 30 | 8  | 0 | 22 | 28  | 93  | −65 | 24  | Relegation to Liga V Suceava        |
| 15  | Șomuzul Preutești (R)         | 30 | 7  | 1 | 22 | 37  | 84  | −47 | 22  | Relegation to Liga V Suceava        |
| 16  | Bucovina Fundu Moldovei (R)   | 30 | 4  | 3 | 23 | 21  | 82  | −61 | 14  | Relegation to Liga V Suceava        |

1. ↑  Victoria Divip Păltinoasa withdrew after 25 rounds and lost all the remaining matches with 0–3.
2. ↑  Bucovina Fundu Moldovei deducted 1 point.

### Timiș County
| Loc | Echipa                         | MJ | V  | E  | Î  | GM | GP  | DG   | Pct | Calificare sau retrogradare             |
| --- | ------------------------------ | -- | -- | -- | -- | -- | --- | ---- | --- | --------------------------------------- |
| 1   | Timișul Albina (C, Q)          | 28 | 22 | 4  | 2  | 92 | 21  | +71  | 70  | Qualification to promotion play-off     |
| 2   | Timișul Șag                    | 28 | 19 | 7  | 2  | 89 | 27  | +62  | 64  |                                         |
| 3   | Nuova Mama Mia Becicherecu Mic | 28 | 18 | 4  | 6  | 72 | 37  | +35  | 58  |                                         |
| 4   | Textila Timișoara              | 28 | 17 | 6  | 5  | 76 | 27  | +49  | 57  |                                         |
| 5   | Giroc                          | 28 | 17 | 4  | 7  | 74 | 40  | +34  | 55  |                                         |
| 6   | Auto Timișoara                 | 28 | 13 | 10 | 5  | 50 | 34  | +16  | 49  |                                         |
| 7   | Millenium Giarmata             | 28 | 14 | 1  | 13 | 58 | 56  | +2   | 43  |                                         |
| 8   | Tim Star’s Chișoda             | 28 | 13 | 4  | 11 | 53 | 73  | −20  | 43  |                                         |
| 9   | Deta                           | 28 | 10 | 5  | 13 | 64 | 46  | +18  | 35  |                                         |
| 10  | Plavii Delia Sânpetru Mare     | 28 | 8  | 8  | 12 | 56 | 66  | −10  | 32  |                                         |
| 11  | UM Timișoara II                | 28 | 9  | 5  | 14 | 43 | 61  | −18  | 32  |                                         |
| 12  | Vulturii Lugoj                 | 28 | 7  | 6  | 15 | 43 | 55  | −12  | 27  |                                         |
| 13  | Tipomic Timișoara              | 28 | 5  | 3  | 20 | 41 | 89  | −48  | 18  |                                         |
| 14  | Bega Belinț                    | 28 | 3  | 1  | 24 | 34 | 88  | −54  | 10  |                                         |
| 15  | Buziaș (R)                     | 28 | 0  | 2  | 26 | 24 | 149 | −125 | 2   | Relegation to Timiș County Championship |
| 16  | RATT Timișoara (D)             | 0  | 0  | 0  | 0  | 0  | 0   | 0    | 0   | Withdrew                                |

### Vâlcea County
| Loc | Echipa                      | MJ | V  | E | Î  | GM  | GP  | DG  | Pct | Calificare sau retrogradare         |
| --- | --------------------------- | -- | -- | - | -- | --- | --- | --- | --- | ----------------------------------- |
| 1   | Cozia Călimănești (C, Q)    | 32 | 26 | 3 | 3  | 84  | 21  | +63 | 81  | Qualification to promotion play-off |
| 2   | Flacăra Horezu              | 32 | 24 | 3 | 5  | 118 | 39  | +79 | 75  |                                     |
| 3   | Minerul Berbești            | 32 | 23 | 4 | 5  | 118 | 39  | +79 | 73  |                                     |
| 4   | Șirineasa                   | 32 | 21 | 5 | 6  | 65  | 40  | +25 | 68  |                                     |
| 5   | Alma Lex Drăgășani          | 32 | 17 | 7 | 8  | 105 | 50  | +55 | 58  |                                     |
| 6   | Electra Râmnicu Vâlcea      | 32 | 15 | 4 | 13 | 56  | 50  | +6  | 49  |                                     |
| 7   | Luceafărul Pesceana         | 32 | 14 | 4 | 14 | 67  | 51  | +16 | 46  |                                     |
| 8   | Petrolul II Drăgășani       | 32 | 14 | 4 | 14 | 74  | 56  | +18 | 46  |                                     |
| 9   | Luncavățul Popești          | 32 | 13 | 4 | 15 | 52  | 76  | −24 | 43  |                                     |
| 10  | Vartex Râmnicu Vâlcea       | 32 | 13 | 2 | 17 | 65  | 69  | −4  | 41  |                                     |
| 11  | Minerul Costești            | 32 | 11 | 4 | 17 | 45  | 90  | −45 | 37  |                                     |
| 12  | Forestierul Băbeni          | 32 | 9  | 8 | 15 | 49  | 68  | −19 | 35  |                                     |
| 13  | Govora                      | 32 | 10 | 5 | 17 | 57  | 88  | −31 | 35  |                                     |
| 14  | Petrodam Măciuca (R)        | 32 | 10 | 5 | 17 | 62  | 85  | −23 | 35  | Relegation to Liga V Vâlcea         |
| 15  | Unirea Tricolor Golești (R) | 32 | 6  | 2 | 24 | 53  | 118 | −65 | 20  | Relegation to Liga V Vâlcea         |
| 16  | Oltețul Bălcești (R)        | 32 | 5  | 4 | 23 | 28  | 90  | −62 | 19  | Relegation to Liga V Vâlcea         |
| 17  | Tineretul Diculești (R)     | 0  | 0  | 0 | 0  | 0   | 0   | 0   | 0   | Withdrew                            |
| 18  | Inter Sutești (R)           | 0  | 0  | 0 | 0  | 0   | 0   | 0   | 0   | Withdrew                            |

1. ↑  Tineretul Diculești withdrew in the second part of the season.
2. ↑  Inter Sutești withdrew in the first part of the season and all its results were canceled.

### Vrancea County
Championship final 
| Echipa 1        | Scor | Echipa 2                |
| --------------- | ---- | ----------------------- |
| Voința Odobești | 1–3  | Șoimii Nisprod Mircești |

Șoimii Nisprod Mircești won the 2005–06 Divizia D Vrancea County and qualify to promotion play-off in Liga III.